# Horhausen (Rhin-Lahn)
Pour les articles homonymes, voir Horhausen.
Horhausen est une municipalité du Verbandsgemeinde Diez, dans l'arrondissement de Rhin-Lahn, en Rhénanie-Palatinat, dans l'ouest de l'Allemagne.